# Set the Fire to the Third Bar
«Set the Fire to the Third Bar» es el cuarto sencillo del álbum Eyes Open, de Snow Patrol. En esta canción colabora la cantante canadiense de folk rock Martha Wainwright. Se dio a conocer como sencillo el 13 de noviembre de 2006.

## Formatos y listas del sencillo
- UK CD (sacado el 13 de noviembre de 2006)

1. "Set the Fire to the Third Bar" (con Martha Wainwright) [álbum versión]
2. "You're All I Have" (Live)

- UK 7" (publicada el 13 de noviembre de 2006)

1. "Set the Fire to the Third Bar" (con Martha Wainwright) [álbum versión]
2. "Chasing Cars" (Live)

- UK Prome CD

1. "Set the Fire to the Third Bar" (con Martha Wainwright) [radio edit]
2. "Set the Fire to the Third Bar" (con Martha Wainwright) [álbum versión]

Una posible interpretación de la letra en castellano interpreta "Set the Fire to the Third Bar" en referencia a las estufas eléctricas que se van encendiendo por elementos. Para que funcionen a máxima potencia es necesario encender la tercera barra (set the fire to the third bar).
En el mapa dibujo una línea recta

sobre ríos, granjas y fronteras

la distancia a donde tú estás

es sólo la de mis dedos

toco el lugar en el que está tu rostro

dejo mi dedo en el pliegue de un lejano lugar 

Cuelgo mi abrigo en el primer bar

Aún no he encontrado la paz

Las risas penetran en mi silencio

mientras los clientes discuten sobre ciencia

Sus palabras son ruidosas

fantasmas con voz 

Tus palabras en mi memoria

son como música para mi

Estoy a kilómetros de ti,

Me cuesto sobre el frío suelo

Y rezo para que algo me levante

Y me deposite en tus cálidos brazos

Después de un viaje tan largo

encenderíamos la estufa

Nos compartiríamos como una isla

Hasta el agotamiento, cerrando los ojos

Soñando, te recojo del

último lugar que compartimos

Tu piel suave llora

Una alegría que no puede tener 

Estoy a kilómetros de ti,

Me cuesto sobre el frío suelo

Y rezo para que algo me levante

Y me deposite en tus cálidos brazos